# Mulgi
Mulgi (estonià: mulgi keel, estonià meridional: mulgi kiil) és una variant de l'estonià meridional parlat a Estònia, juntament amb el tartu, el võro i el seto. El cens estonià del 2021 comptava amb 13.960 parlants del mulgi.
El territori de parla mulgi –Mulgimaa– com a àrea cultural i lingüística completa, consta de cinc parròquies: Helme, Karksi, Halliste, Paistu i Tarvastu. Els lingüistes solen dividir aquesta àrea lingüística en dues zones: Karksi i els llocs propers Halliste i Paistu constitueixen els dialectes de mulgi occidental, mentre que Tarvastu i Helme conformen el grup de dialectes de mulgi oriental.

## Ús
Només parla el mulgi la generació de persones més grans, ja que a nens i nenes se'ls ensenya a l'escola en estonià meridional estàndard i les mares i pares no transmeten el mulgi als fills.
El Mulgi Kultuuri Instituut [Institut Cultural Mulgi] va funcionar entre els anys 1934 i 1940, i ho torna a fer des del 1989. Produeix, publica i distribueix produccions en mulgi (contes, jocs, rimes infantils, cançons).
Per aprendre el dialecte mulgi, s'organitzen ensenyaments a les llars d'infants i hi ha professorat de dialecte mulgi a Tarvastu, Lilli, Karksi, Viljandi, Tartu i Tõrva.
Des de 2017 també s'edita una revista infantil, Täheke, una cooperació de l'editorial de Täheke amb l'Institut Cultural Mulgi.
Un diari, Üitsainus Mulgimaa, és l'únic periòdic en llengua mulgi. S'ha publicat des de l'estiu de 2008 en un opuscle de 8 pàgines en quatre edicions cada any (a finals de març, juny, setembre i desembre). Des de setembre de 2020 es publica com a suplement mensual de 4 pàgines als diaris locals.
Dos escriptors de mulgi notables són August Kitzberg (1855-1927) i Nikolai Baturin (1936-2019).